# Buste de Francesco Barberini
Le Buste de Francesco Barberini est une sculpture en marbre de l'artiste italien Gian Lorenzo Bernini, dit Le Bernin, conservée à la National Gallery of Art de Washington, DC. Elle est réalisée en 1623, à la suite de la commande faite par le pape Urbain VIII, neveu de Francesco Barberini, un protonotaire apostolique. Puisque Francesco décède en 1600, Bernini est contraint de sculpter le buste à partir d'un portrait peint existant. Le portrait peint qui sert de modèle se trouve dans la collection Corsini à Florence.   

## Provenance
La sculpture est donnée à la National Gallery of Art de Washington DC en 1961 dans le cadre du don de la collection Kress. La Fondation Kress avait acheté la sculpture en 1950 au comte Alessandro Contini-Bonacossi, provenant d'une collection de 125 peintures et de ladite sculpture du Bernin.  

## Voir également
- Famille Barberini
- Francesco Barberini (le petit-neveu du sujet)